# Battle Creek (Iowa)
Battle Creek – miasto w Stanach Zjednoczonych, w stanie Iowa, w hrabstwie Ida.

## Demografia
Zgodnie ze spisem statystycznym z 2000, miasto liczyło 743 mieszkańców. W 2023 liczba mieszkańców spadła do 685 osób, a gęstość zaludnienia poniżej 527 osób/km².